# Alex Rodríguez (Filmeditor)
Alex Rodríguez (* 18. Mai 1971 in Saint-Martin-d’Hères, Rhône-Alpes, Frankreich) ist ein mexikanisch-französischer Filmeditor.

## Leben
Insbesondere mit der Arbeit am Endzeit-Thriller Children of Men wurde Rodríguez bekannt. An der Seite des mexikanischen Regisseurs Alfonso Cuarón schnitt er Sequenzen, die teilweise über sechs Minuten dauerten und keinerlei Schnitt zeigten. Dabei wurde digitale Technik benutzt, die mehrere Szenen in speziellen Blenden zusammenbanden und so die Illusion einer einzigen Kamerafahrt ergaben. Dafür erhielten beide nicht nur eine Online-Film-Critics-Society-Award-Nominierung für den Besten Schnitt, sondern wurden auch mit einer Oscar-Nominierung für den Besten Schnitt bedacht.
Mit Bezug auf die IMDb gab Rodríguez in einem Interview bekannt, dass er sich darüber aufrege, dass sowohl sein Profil mit Bildern des Baseballers Alex Rodríguez geschmückt werden („Have you seen the picture on my IMDb page? It’s the baseball player Alex Rodriguez. Someone put that up thinking I’m Alex Rodriguez.“) als auch, dass er häufiger die Redaktion anschreibe, dass gewisse geplante Projekte nicht von ihm übernommen werden („I only change things I don’t like. And this one I like. Sometimes when there are titles of films there that I really don’t want to appear I do send a letter and say, "Please take this off." It has happened.“). Ebenfalls gab er an, mit absoluter Sicherheit nicht mehr mit Alfonso Cuarón zusammenzuarbeiten. („I don’t work with Alfonso anymore. […] I won’t work with him anymore. That’s a sure thing.“)

## Filmografie (Auswahl)
- 1998: Al borde
- 2001: Y tu mamá también – Lust for Life (Y tu mamá también)
- 2005: Die Hüterin der Gewürze (The Mistress of Spices)
- 2006: Children of Men
- 2006: Paris, je t’aime
- 2009: Planet 51
- 2013: Magic, Magic (Magic Magic)
- 2014: The Keeping Room – Bis zur letzten Kugel (The Keeping Room)
- 2015: Väter & Töchter – Ein ganzes Leben (Fathers and Daughters)
- 2018: Anon
- 2019: Mosul
- 2022: Gigi & Nate
- 2023: Tyler Rake: Extraction 2 (Extraction 2)

## Auszeichnungen
- Oscar
  - 2007: Bester Schnitt – Children of Men (nominiert)
- Online Film Critics Society Award
  - 2006: Bester Schnitt – Children of Men (nominiert)